# Ricardo Ferreira
Ricardo José Araújo Ferreira (* 25. November 1992 in Mississauga, Kanada) ist ein portugiesischer Fußballspieler.

## Karriere

### Im Verein
Ricardo Ferreira kam als Sohn portugiesischer Eltern in Kanada zur Welt und spielte als Jugendlicher für den Toronto FC. 2008 wechselte er mit 15 Jahren in die Jugendabteilung des FC Porto. Als Nachwuchstalent wurde er in den Profikader für die UEFA Europa League 2010/11 aufgenommen, kam beim Titelgewinn jedoch zu keinem Einsatz.
Am 8. Juli 2011 wechselte Ferreira ablösefrei zum AC Mailand. Nach einem Jahr in der Nachwuchsabteilung verbrachte er die Saison 2012/13 auf Leihbasis beim Zweitligisten FC Empoli. Am 25. September 2012 gab er daraufhin sein Ligadebüt im Profibereich. Am Saisonende verpasste er mit Empoli nur knapp den Aufstieg in die Serie A.
Vor der Saison 2013/14 wechselte er zum portugiesischen Erstligisten SC Olhanense. In der Spielzeit 2014/15 war er als Leihspieler für den Ligakonkurrenten FC Paços de Ferreira aktiv. Mit Beginn der Saison 2015/16 wurde er von Sporting Braga unter Vertrag genommen. Dort feierte er seinen Durchbruch.

### In der Nationalmannschaft
Ferreira bestritt 22 Länderspiele für Portugals Nachwuchsnationalteams. Am 14. November 2017 debütierte er im Rahmen eines Freundschaftsspiels gegen die USA in der A-Nationalmannschaft.

## Erfolge
- Portugiesischer Pokalsieger: 2015/16